# Йозеф Бонковський

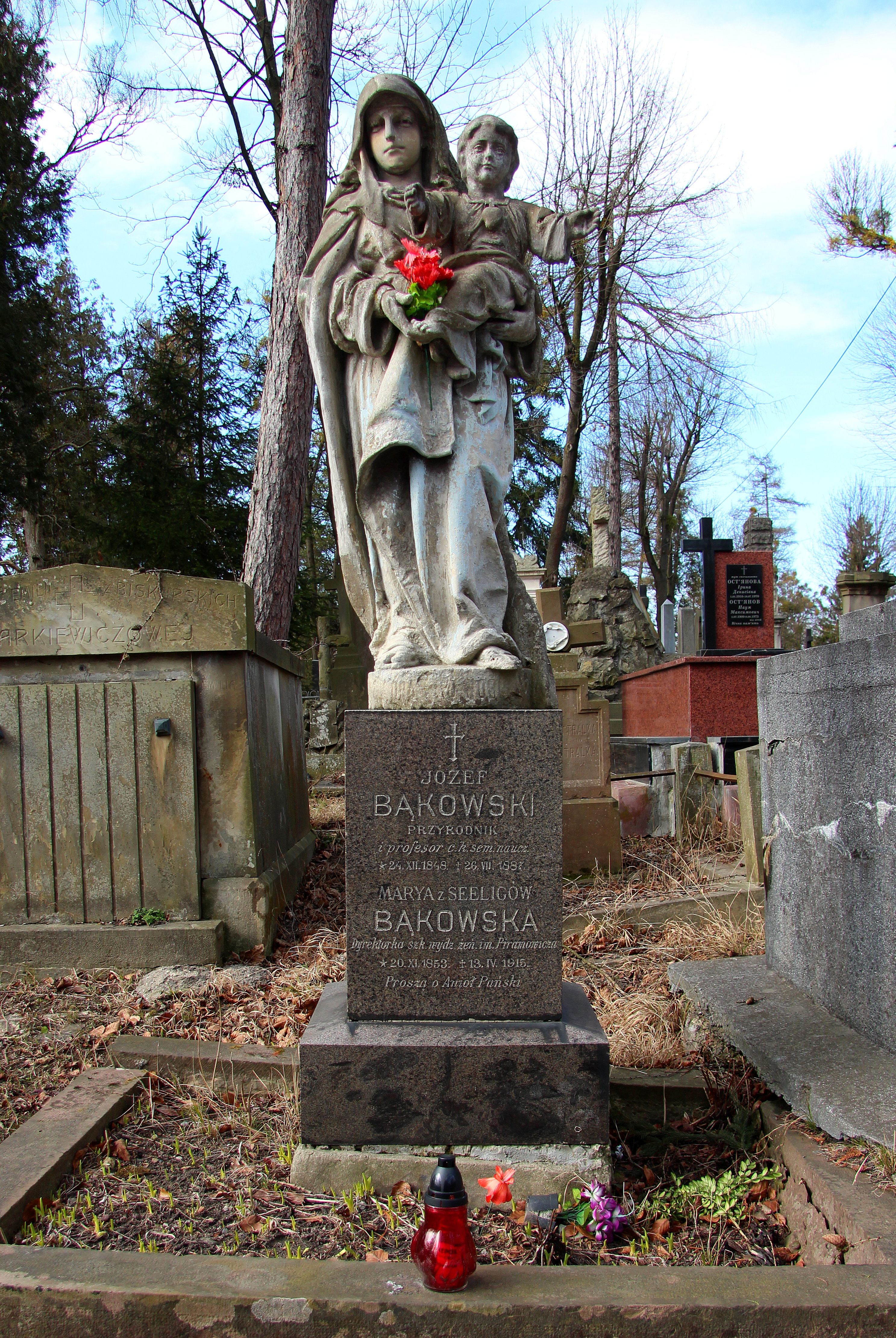

Йозеф Бонковський (пол. Józef Bąkowski; 1848—1887) — галицький зоолог, малаколог, вивчав наземних і прісноводних молюсків Галичини та прилеглих територій. Працював у Львові у Музеї ім. Дідушицьких (зараз — Державний природознавчий музей НАН України).

## Життєвий шлях
Йозеф Бонковський, син незаможного міщанина, народився 24 грудня 1848 р. у Заліссі біля Янова на Львівщині. Навчався спочатку в Янові, потім у гімназії у Львові. Після складання іспиту на атестат зрілості в 1871 р. записався слухачем філософського відділу Львівського університету. Проте брак коштів змусив його працювати в 1872-1877 рр. домашнім вчителем. У вільні хвилини продовжував поглиблювати свою освіту. Ще з часів навчання в гімназії закоханий у вітчизняну природу, палко віддавався фауністичним і флористичним дослідженням у місцевостях, у яких на той час перебував.
У 1878 р. після здачі вчительського іспиту Й.Бонковський обійняв посаду заступника вчителя у вчительській семінарії у Ряшові, де викладав переважно природознавство. У 1879 р. був переведений до Львова, де займав скромну посаду вчителя при одній з народних міських шкіл, аби тільки бути ближче до осередку науки, природничих колекцій і бібліотек, що полегшувало його подальшу роботу в обраному ним напрямку регіонального природознавства. На тій посаді Й.Бонковський залишався до 1882 р., коли, з огляду на ефективну роботу, його призначили до міської вчительської семінарії у Львові, але лише в 1886 р. перевели на посаду дійсного вчителя. Однак невиліковна хвороба потрохи нищила його й без того слабкий організм і прикувала його до ліжка. Після тривалих страждань обірвалося його коротке, але плідне для науки та шкільної справи життя. Й.Бонковський помер 26 липня 1887 р.
Поруч з виконанням своїх службових обов’язків, Й.Бонковський присвячував увесь свій вільний час науковій роботі. Головним чином він займався дослідженням малакофауни, чим привернув до себе увагу Фізіографічної комісії Краківської Академії, яка з 1878 р. доручала йому майже щорічний збір матеріалів в різних куточках тодішньої Східної Галичини.
У 1875 р. Й.Бонковський перебував у Стрижові коло Ряшова, де займався переважно збором молюсків і тамтешньої флори. У 1877 р. відвідав околиці Кам'янки-Струмилової, де також робив малакологічні екскурсії. У 1878 р. за дорученням Фізіографічної комісії у Кракові досліджував околиці Львова, Бібрки та Перемишлян; у 1879 р. досліджував південну частину галицького Поділля від Галича вздовж Дністра, Збруча і Серету аж до Теребовлі та Тернополя; у 1880 р. відвідав повторно частину Поділля між Серетом і Збручем. У 1881 р. досліджував, так само за дорученням Фізіографічної комісії, околиці Коломиї, Верховини та Чорногору; а в 1882 р. околиці Журавна, Миколаєва та частину Стрийських гір. У 1883 р. відвідав Татри. За дорученням Комісії гірничої Відділу крайового досліджував делювіальні глини в околицях Львова в 1881 р. і на Поділлі в 1884 р. Результати проведених досліджень публікувалися в щорічнику Фізіографічної комісії Краківської Академії та в інших місцевих часописах.
Також Й.Бонковський був постійним дописувачем львівського часопису "Школа", в якому розміщував у 1880-84 рр. численні дидактичні та наукові статті, рецензії, поточні відомості тощо.
В останні роки свого життя, від 1885 р., був задіяний в облаштуванні свого спеціального відділу в Музеї ім. Дідушицьких у Львові. Музей придбав зібрану ним приватну колекцію, доповнивши нею свої збори. У той самий час Й.Бонковський працював над Каталогом молюсків, наявних у Музеї ім. Дідушицьких. Ще б кілька місяців життя, й він зміг би сам скінчити свою працю, дуже важливу для малакології досліджуваних теренів.
Наукові праці Й.Бонковського були відомі поза межами Галичини. Відомий німецький малаколог Клесін назвав на його честь дві нові форми молюсків.
Належав до кількох товариств. У 1872 р. його обрано членом відділу Галицького господарського товариства в Бібрці, у 1879 р. – краківської Фізіографічної комісії. У 1882 р. його закликали до зоологічної секції Товариства природознавців ім. Коперника й у тому самому році його обрано членом Головного управління Педагогічного товариства.
Помер та похований у Львові  , на 72 полі Личаківського цвинтаря.

## Вклад у малакологію
Незважаючи на досить коротке життя Бонковський зміг не лише зробити величезний внесок у вивчення прісноводних і наземних молюсків Галичини, але й впорядкував наявні малакологічні збори у Музеї ім. Дідушицьких, суттєво доповнивши їх власними зборами з території сучасних Львівської, Тернопільської, Івано-Франківської областей України та з прилеглих районів на південному сході Польщі. На довгі роки малакологічна колекція музею стала сприйматися як колекція Й.Бонковського. Й зараз, хоча загальні обсяги малакологічного фонду ДПН НАН України значно збільшилися, а географія зборів фондових матеріалів суттєво розширилася, "ядром" колекції залишається її найстаріша частина з матеріалів, зібраних безпосередньо Й.Бонковським або опрацьованих ним у стінах музею.

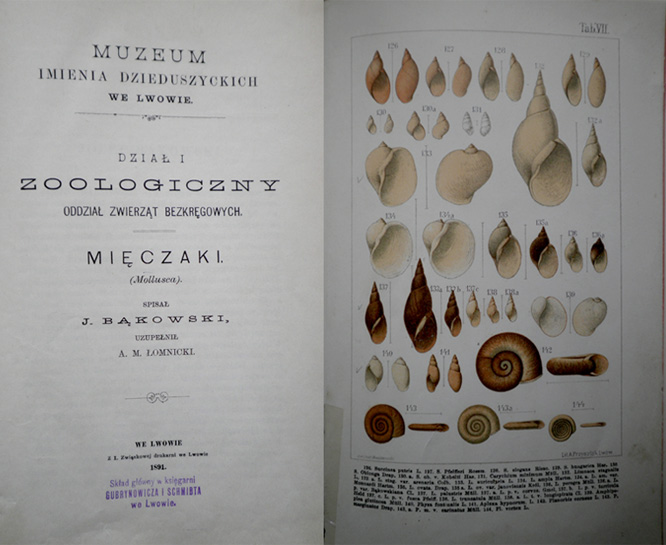
Сторінка каталогу Bąkowski J. Mięczaki (Mollusca) – Lwów: Wyd-wo Muzeum im. Dzieduszyckich, 1891. – 264 s.

Недаремно однією з двох найбільших узагальнюючих праць Й.Бонковського став каталог тогочасної малакологічної колекції музею. Щоправда, ця робота – значно більше, ніж просто перелік фондових матеріалів. У ній узагальнено відомості щодо зовнішнього вигляду різних видів черевоногих і двостулкових молюсків, характеру їх розповсюдження у регіоні, екології. Подано також кольорові таблиці із досить якісними, особливо для того часу, зображеннями живих молюсків (для слизняків) або їх черепашок.
На жаль, каталог став останнім науковим доробком Й.Бонковського, який він поспішав завершити, вже фактично прикутий до ліжка важкою хворобою. Але встиг самостійно закінчити лише ту (хоча й найбільшу) частину рукопису, де йшлося про черевоногих молюсків. Описи двостулкових молюсків мусив доробити після його смерті хранитель відділу безхребетних тварин професор А.М.Ломницький – "на підставі записок, що залишилися після нього, та багатого музейного матеріалу". Тому каталог був надрукований лише через 4 роки після смерті Й.Бонковського – у 1891 р. А на титульній сторінці можна побачити два прізвища – "написав (уклав) Й.Бонковський, доповнив А.М.Ломницький". Загалом ця робота ніби символізує дружні відносини двох науковців, які не завершилися й після смерті одного з них.
Ще при житті наукові роботи Й.Бонковського стали відомими поза межами Галичини. Він підтримував контакти з відомим німецьким малакологом того часу С.Клесіном (S.Clessin), якому пересилав частину зібраних матеріалів (принаймні, найцікавіші з них). На знак подяки С.Клесін у 1879 р.назвав дві описані ним форми на честь Й.Бонковського: Helix instabilis var. Bakowskyana (форма Helicopsis instabilis [Архівовано 29 травня 2016 у Wayback Machine.] з відносно дрібними і темними черепашками, зараз не має таксономічного статусу) та Lymnaea peregra var. Bakowskyana. Останню форму частина сучасних малакологів (з країн колишнього Радянського Союзу) вважає самостійним видом – Lymnaea bakowskyana, інші – лише конхологічною формою широко розповсюдженого ставковика видовженого Lymnaea peregra [Архівовано 2 лютого 2017 у Wayback Machine.]. Цікаво, що сам Й.Бонковський називав описані С.Клесіном форми дещо інакше – "Bąkowskiana". Це можна побачити й на старих музейних етикетках.
Вже на початку ХХ ст. В.Полінський, який також зробив свій внесок у формування та опрацювання малакологічної колекції музею, назвав на честь Й.Бонковського відносно невеликого (діаметр черепашки навіть у дорослих особин лише трохи перевищує пів сантиметра) карпатського равлика – Fruticola bielzi var. bakowskii, якого тепер вважають самостійним видом Edentiella bakowskii [Архівовано 2 травня 2017 у Wayback Machine.].

## Публікації Й. Бонковського, присвячені наземним молюскам
1. Bąkowski J. Ślimaki i małże z okolic Strzyżowa, zebrane w r.1876 // Spraw. Kom. Fizyjograf. – Kraków, 1878. – T. 12, Cz. 2. – S. 15-23. [Архівовано 29 травня 2016 у Wayback Machine.]
2. Bąkowski J. Ślimaki i małże zebrane w okolicy nadbużańskiéj koło Kamionki Strumiłowéj w r.1877 // Spraw. Kom. Fizyjograf. – Kraków, 1878. – T. 12, Cz. 2. – S. 23-26. [Архівовано 29 травня 2016 у Wayback Machine.]
3. Bąkowski J. Mięczaki z okolic Bóbrki i Przemyślan // Spraw. Kom. Fizyjograf. – Kraków, 1879. – T. 13, Cz. 2. – S. 130-138. [Архівовано 29 травня 2016 у Wayback Machine.]
4. Bąkowski J. Mięczaki zebrane w r.1879 w okolicy Rzeszowa // Spraw. Kom. Fizyjograf. – Kraków, 1880. – T. 14, Cz. 2. – S. 254-257. [Архівовано 30 травня 2016 у Wayback Machine.]
5. Bąkowski J. Spis mięczaków zebranych na Babiej Górze w r.1879 przez Stefana Stobieckiego // Spraw. Kom. Fizyjograf. – Kraków, 1880. – T. 14, Cz.2. – S. 77-78. [Архівовано 29 травня 2016 у Wayback Machine.]
6. Bąkowski J. Mięczaki zebrane na Podolu w Lipcu i Sierpniu r.1879 // Spraw. Kom. Fizyjograf. – Kraków, 1880. – T. 14, Cz. 2. – S. 62-76. [Архівовано 29 травня 2016 у Wayback Machine.]
7. Bąkowski J. Mięczaki zebrane na Podolu na stepie Pantalichy i w Toutrach w r. 1880 // Spraw. Kom. Fizyjograf. – Kraków, 1881. – T. 15, Cz. 2. – S. 220-232. [Архівовано 29 травня 2016 у Wayback Machine.]
8. Bąkowski J. Mięczaki z okolicy Lwowa, Gródka i Szczerca // Spraw. Kom. Fizyjograf. – Kraków, 1882. – T. 16, Cz. 2. – S. 56-63. [Архівовано 30 травня 2016 у Wayback Machine.]
9. Bąkowski J. Mięczaki zebrane w lipcu i sierpniu w okolicy Kołomyi, Mikuliczyna, Żabiego i na Czarnohorze, oraz ich pionowe w tém pasmie górskiém rozmieszczenie // Spraw. Kom. Fizyjograf. – Kraków, 1882. – T. 16, Cz. 2. – S. 130-140. [Архівовано 29 травня 2016 у Wayback Machine.]
10. Bąkowski J. Mięczaki tatrzańskie // Kosmos. – Lwów, 1883. – T. 8. – S. 13-17. [Архівовано 30 травня 2016 у Wayback Machine.]
11. Bąkowski J. Mięczaki z gór drohobyckich, z okolicy Żurawna i Mikołajowa // Spraw. Kom. Fizyjograf. – Kraków, 1884. – T. 18, Cz. 2. – S. 93-98. [Архівовано 29 травня 2016 у Wayback Machine.]
12. Bąkowski J. Mięczaki galicyjskie // Kosmos. – Lwów, 1884. – T. 9. – S. 190-197, 275-283, 376-391, 477-490, 604-611, 680-697, 761-789. [Архівовано 29 травня 2016 у Wayback Machine.]
13. Bąkowski J. Mięczaki (Mollusca) – Lwów: Wyd-wo Muzeum im. Dzieduszyckich, 1891. – 264 s. [Архівовано 29 травня 2016 у Wayback Machine.]